# توبرویویچی
توبرویویچی (بوسنیایی: Tubrojevići) یک منطقهٔ مسکونی در بوسنی و هرزگوین است که در جمهوری صرب بوسنی واقع شده‌است.